# Abbattimento dell'Embraer EMB 120 di East African Express Airways del 2020
L'abbattimento dell'East African Express Airways EMB 120 Brasilia del 2020 è stato un incidente aereo avvenuto il 4 maggio 2020, che ha coinvolto un Embraer EMB 120 Brasilia dell'East African Express Airways che si stava avvicinando a Berdale per un volo cargo charter dall'aeroporto di Baidoa, in Somalia. L'aereo è stato presumibilmente abbattuto da terra da truppe della Forza di Difesa Nazionale Etiope. Tutti e sei gli occupanti, quattro passeggeri e due membri dell'equipaggio, sono rimasti uccisi. L'aereo trasportava principalmente forniture mediche per fronteggiare la pandemia di COVID-19 in Somalia.

## Le indagini
Secondo un rapporto della forza di mantenimento della pace dell'Unione africana trapelato su Twitter il 10 maggio, le truppe etiopi non affiliate alla missione di "peace keeping" hanno aperto il fuoco perché l'aereo aveva effettuato una manovra da ovest anziché da est, mostrando una traiettoria di volo irregolare e portando le truppe a concludere che fosse in atto un attacco suicida; il rapporto citava una "mancanza di comunicazione e consapevolezza" da parte delle truppe etiopi. Tuttavia, i funzionari hanno sottolineato che il rapporto contiene contraddizioni immediatamente evidenti ed errori di fatto. Smaïl Chergui, il commissario per la pace e la sicurezza dell'Unione africana, ha affermato che la forza di mantenimento della pace non ha le competenze per determinare in modo definitivo la causa dello schianto. È seguita un'indagine congiunta sull'incidente da parte dei funzionari di Somalia, Etiopia e Kenya, con risultati preliminari attesi nei successivi 45 giorni dall'incidente. Oltre a indagare sull'incidente stesso, i leader somali si sono interrogati sulla presenza di truppe etiopi al di fuori dell'autorità della forza di "peace keeping" e se stessero conducendo operazioni armate in Somalia.
Il 9 maggio 2020 un rapporto preliminare presentato dall'AMISOM ha dichiarato che le truppe etiopi a Berdale avevano ammesso di aver abbattuto l'aereo per errore. Le truppe al campo d'aviazione di Berdale non erano a conoscenza dell'arrivo dell'aereo e hanno ritenuto che l'insolita traiettoria di volo dell'aereo a bassa quota fosse una potenziale missione suicida alla ricerca di un obiettivo da attaccare e per questo hanno abbattuto l'aereo. L'AMISOM riferisce inoltre che le truppe etiopi a Berdale non facevano parte dell'AMISOM, ma della Forza di Difesa Nazionale Etiope (ENDF), il che ha sollevato questioni legali sulla loro presenza in Somalia.